# Swordigo
Swordigo — гра, випущена у 2012 році компанією TouchFoo для  операційної системи IOS. Платформер з елементами RPG. Гра схожа на ігри минулих поколінь така як Zelda для Dendy де головний герой проходячи рівень за рівнем долаючи перешкоди досягає кінцевої мети в даному випадку врятувати світ від темряви.
Головними героєм є «Герой» (анг. «Hero»). Мета гри — пройти через фентазійне королівство, знищуючи різних створінь та породження темряви задля врятування світу та відімщення смерті свого вчителя. В грі представлені: системи швидких подорожей між рівнями де ви вже були, через спеціальні магічні портали, система покращення героя як шляхом підвищення рівня та заробляння досвіду через знищення ворогів та знаходження предметів так і шляхом купівлі предметів та зброї за кристали що можуть бути знайдені у скарбах та знаходитись у ворогів.

## Сюжет
Головний герой прокидається від нічного кошмару, в якому вбивають його вчителя, він вирішує перевірити своє видіння та тривожні почуття та вирушає до Темного лісу де й знаходить тіло свого вчителя з запискою про наступ жахливої темряви. В цей момент з'являється істота, що вбила його вчителя герой намагається перемогти потвору та терпить невдачу і втрачає свідомість. він приходить до тями вже в вдома у старійшини який врятував його та який розповідає тому, що для того щоб здолати темряву йому потрібно знайти стародавній магічний меч та вбити ним головну темну істоту. В процесі знаходження місця де мав знаходитися меч, з'ясовується що меч був розділений на чотири чистини і захований по різних куточках королівства. Герою потрібно відшукати всі частини меча та віднести їх у спеціальне місце у лавову кузню де можна знову з'єднати меч в одне ціле. Герой виконую ці завдання паралельно рятуючи короля цих земель який був захоплений ворогом та який був другом вчителя головного героя, після врятування короля той допомагає герою ділячись інформацією та відпираючі браму за місто. Герой прорубуючи собі шлях мечем та магією якою він оволодів в процесі подорожі дістається до головного центру зла яке приймає його образ разом з мечем та всіма навичками головний герой починає боротьбу проти самого себе в якій він виходить переможцем і знищує зло на цих землях. Король надає йому титул Героя Королівства та пропонує залишитись жити в палаці, на що герой відповідає що він буде жити в себе в долині та буде боронити землю від ворогів.

Головний герой у Магічному обладунку та з Магічним клиноком в руках

## Головні герої
- «Герой» "Hero" — головний герой гри володіє Могутнім мечем наприкінці гри та саморобним на початку, в процесі гри змінює багато мечів, також головний герой володіє чотирма заклинаннями які вивчає по сюжету гри. Має синє волосся зав'язане в пучок.
- Вчитель «Героя» — дідусь що навчав головного героя магії та володінню зброєю. (Помер)
- Старійшина — дідусь схожий на вчителя нашого героя відправляє героя у мандри.
- Король — персонаж якого потрібно врятувати по сюжету гри, ділиться важливою інформацією.
- Дівчина — знаходиться у всіх поселення де живуть люди, безкоштовно лікує головного героя.
- Продавці — персонажі які за кристали можуть продавати певні предмети цінні для гравця.
- Інші персонажі — в грі також присутні персонажі які дають гравцю короткі завдання принести якусь річ щоб вони відкрили йому прохід у наступну локацію. Також є персонажі? які можуть надати якусь інформацію шляхом діалогу коли герой проходить повз них, наприклад «десь тут ж таємниця», так і персонажі звичайні жителі чи мандрівники які грають роль рухомого пейзажу

## Вороги
- Павуки — перші вороги героя дуже слабкі, повільні прямолінійні низька небезпека
- Плигаючі павуки — більш серйозний супротивник завдяки несподівності стрибку та його траєкторії, має більше здоров'я ніж звичайний павук.
- Кажани — в грі присутні багато видів кажанів льодові, вогняні, магічні, палаючі, проте всіх їх об'єднує вміння літати, мала небезпека проте в значній кількості здатні дуже ускладнювати життя гравцеві.
- Панцирники: різновиди Жуки («Beetle») — створіння вкриті панциром, можуть подібно до гармат випльовувати залпи магії або випускати зі спини шипи чи вогонь, після декількох ударів закриваються в непробивний панцир і відкриваються після декількох секунд.
- Комахи — зустрічаються тільки в локації зими швидкі в значній кількості можуть дуже нашкодити гравцеві, важко влучити.
- Гігантські мухоловки — аналог венери мухоловки людського зросту
- Маскувальники — створіння, що ховаються під землею або на стелях, різні за зовнішнім виглядом, перші виплигують з землі інші падають зі стелі на неуважного гравця, можна помітити по чубчику схожому на кущ або по шипам на стелі.
- Псевдоносороги — тварини захоплені темною енергією, швидко біжать в напрямку гравця.
- Вогняні колючки («Blob») — схожі на морських їжаків нестрашні навіть у великій кількості.
- Травяні дзиги — схожі на циркулярні пили об'ємні кущі, які рухаються у напрямку ворога.
- Магматар(«magmatar») — жуки носороги які штовхають на гравця лавові камені.
- Бандити та Лицарі — людиноподібні вороги які озброєні мечем та щитом або ножами які можуть метати в гравця.
- Льодові берсерки — людиноподібні вороги озброєні подвійною сокирою, крутячись навколо осі вражають гравця.
- Темні (меч магія)- демоноподібні створіння з крилами, озброєні мечем або магією, що має приціл і слідує після наведення та захоплення цілі за нею, мають багато здоров'я, дуже небезпечні.
- Скелети — повсталі мерці озброєні магією або мечем, як правило охороняють артефакти чи скарби.
- Маги — людиноподібні вороги, що знають магію небезпечні на відстані кидають в гравця щось схоже на кидок плазми гравця.
- Зарядний(«Charger»)- дерев'яні бики схожі на ящики з рогами які нападають на гравця у стилі кориди.
- Вогняні зарядні («Burning Charger») — по суті ті ж самі зарядні але у вогні.

## Боси
- Демон — створіння, що вбило вчителя, вселилося в величезного людиноподібного бика після зруйнування бика виходить з нього і атакує гравця озброєний двома мечами і має великі розміри.
- Охоронець лісу — бос що знаходиться у темному лісі схожий на людиноподібний стовбур дерева.
- Маг — зовні схожий на звичайних магів проте має більший арсенал атак і заклинань та великий запас життів.
- Величезний льодова комаха — зовні така я і малі за винятком великих розмірів і життів.
- Льодовий берсерк — значно більша і сильніша копія берсерків захищений силовим полем яке відключається тільки в режимі «Темної енергії».
- Королі скелетів — скелет з великим запасом здоров'я (охоронці бонусів)
- Великий Темний — Величезна копія Темного, літає поза досяжністю атак приземляється тільки в режимі «Темної енергії».
- Вогняний демон — літаюче створіння, що атакує гравця вогнем.
- Кам'яний голем — людиноподібне кам'яне створіння.
- Майстер Хаосу («Master of Chaos») — спочатку згусток речовини після трьох ударів приймає образ героя з його навичками та силами, по суті його альтер-его самий небезпечний супротивник, оскільки він фактичного володіє всіма навичками та рефлексами Героя магічні атаки проти нього малоефективні адже він відражає їх усі у гравця з вражаючою точністю, а оскільки в нього ще й копія «Магічного клинка» його атаки надзвичайно потужні також не слід забувати про його вражаючу маневреність, швидкість та плигучість.

## Зброя та Магія

### Магія
- «Магічний болт» («Magic Bolt»)- випускає залп плазми що летить у ворога та наносить йому пошкодження може бути посилена за допомогою вогняної чи льодової кулі, ідеально підходить для дальніх атак та утримання ворога на відстані:
- «Магічна бомба»("Magic Bomb ") — шар з магій що вибухає через невеликий проміжок часу після його створення також може бути посилений
- «Хватка Дракона» («Dragon's Grasp»)- слугує для підтягування до себе ворогів та доступу до високих місць шляхом зацеплення за спеціальні предмети.
- «Велика тріщина»(«Dimension Rift») — дозволяє бачити невидиме (виступи для переміщення, слабкі місця ворогів). Фактично екран забарвлюється червоним кольором, проте є й побічна сторона при активуванні з'являються згустки темної плазми, що переслідують і заважають гравцеві шляхом нападу.

### Брілки
В грі існують бонусні предмети які в залежності від комбінації з предметом або магією дадуть відповідний ефект, всього у грі 3 талісмани.
- Вогняний — При приєднанні до меча чи магічного закляття, забезпечує додаткові пошкодження ворогу, при приєднанні до обладунку захист від вогняних атак.
- Льодовий — При приєднанні до меча чи магічного закляття, в момент атаки заморожує опонента на певний час, при приєднанні до обладунку захист від льодових атак.
- Магічний — При приєднанні до обладунку чи магічного закляття, забезпечує регенерацію здоров'я або магічних сил, при приєднанні до зброї викрадає сили опонента.

### Захист
У грі існують два види обладунку:
- Металевий обладунок забезпечує 1:2 захисту від пошкоджень
- Магічний обладунок доволі дорогий потребує 700 кристалів забезпечує 1:4 захисту

### Зброя
Мечі описані по їх силі:
- Саморобний меч — меч який дістається гравцеві від жителя села перед подорожжю в темний ліс. Слабкий та короткий.
- Залізний меч — купується героєм у продавця за 80 кристалів. Довший та дужчий.
- «Нідле» (The Needle) — герой може знайти його у потаємному місці у лісі.
- Широкий меч — купується за 200 кристалів. Має широке лезо.
- «Шип» («The Thorn») — знаходиться у потаємному будинку під охороною скелета привида.
- «Чарівний меч» («Magic sword») — знаходиться в крипті під охороною «Скелетного Лорда» («Skeleton Lord»).
- «Магічний клинок» ("The Mageblade ") — остання зброя гравця має великі розміри та значну силу. З'являється після того як герой збере всі чотири фрагменти та з'єднає їх у кузні вулкану.

## Секрети
В грі присутні потаємні місця з бонусними предметами.